# 李德标
李德标，中华人民共和国政治人物、外交官。
1987年，接替屠国维，担任中华人民共和国驻尼泊尔大使。1991年，由邵炯初接任。